# Forstbach (Arnsbach)
Der Forstbach ist ein knapp zwei Kilometer langer Bach. Er ist ein linker und nordwestlicher Zufluss des Arnsbaches im hessischen Hochtaunuskreis.

## Geographie

### Verlauf
Der Forstbach entspringt im Östlichen Hintertaunus  auf einer Höhe von etwa 397 m ü. NHN in einem Mischwald östlich vom Usinger Stadtteil Merzhausen. Er speist zunächst einen kleinen Teich und fließt dann in südöstlicher Richtung durch Waldgelände. Nachdem er den Wald verlassen hat, bildet er drei Teiche, läuft danach durch eine Grünzone und mündet schließlich im Neu-Anspacher Stadtteil Hausen-Arnsbach auf einer Höhe von circa 319 m ü. NHN  von links in den Arnsbach .

### Flusssystem Usa
- Fließgewässer im Flusssystem Usa